# Jan Mlakar
Jan Mlakar (Liubliana, 23 de octubre de 1998) es un futbolista esloveno. Su posición es la de delantero y su club es el Amiens S. C. de la Ligue 2.

## Selección nacional

### Participaciones en selección nacional
| Torneo                        | Categoría | Sede     | Resultado        | Partidos | Goles |
| ----------------------------- | --------- | -------- | ---------------- | -------- | ----- |
| Campeonato de la UEFA 2015    | Sub-17    | Bulgaria | Primera fase     | 3        | 0     |
| Liga de Naciones UEFA 2022-23 | Absoluta  | UEFA     | Primera fase     | 1        | 0     |
| Eurocopa 2024                 | Absoluta  | Alemania | Octavos de final | 4        | 0     |

## Estadísticas

### Clubes
Actualizado al último partido jugado el 1 de abril de 2023.
| ACF Fiorentina · Italia | 1.ª           | 2016-17       | 1   | 0  | -  | - | - | - | 1   | 0  | 0    |
| ACF Fiorentina · Italia | Total club    | Total club    | 1   | 0  | 0  | 0 | 0 | 0 | 1   | 0  | 0    |
| Venezia F. C. · Italia | 1.ª           | 2017-18       | 3   | 0  | 1  | 0 | - | - | 4   | 0  | 0    |
| Venezia F. C. · Italia | Total club    | Total club    | 3   | 0  | 1  | 0 | 0 | 0 | 4   | 0  | 0    |
| N. K. Maribor Eslovenia | 1.ª           | 2017-18       | 12  | 3  | -  | - | - | - | 12  | 3  | 0.25 |
| N. K. Maribor Eslovenia | 1.ª           | 2018-19       | 26  | 13 | 3  | 1 | 3 | 0 | 32  | 14 | 0.44 |
| QPR F. C. Inglaterra | 2.ª           | 2019-20       | 6   | 0  | 2  | 0 | - | - | 8   | 0  | 0    |
| QPR F. C. Inglaterra | Total club    | Total club    | 6   | 0  | 2  | 0 | 0 | 0 | 8   | 0  | 0    |
| Wigan Athletic F. C. Inglaterra | 2.ª           | 2019-20       | 1   | 0  | 0  | 0 | - | - | 1   | 0  | 0    |
| Wigan Athletic F. C. Inglaterra | Total club    | Total club    | 1   | 0  | 0  | 0 | 0 | 0 | 1   | 0  | 0    |
| N. K. Maribor Eslovenia | 1.ª           | 2020-21       | 32  | 14 | 2  | 1 | 1 | 0 | 35  | 15 | 0.43 |
| N. K. Maribor Eslovenia | Total club    | Total club    | 70  | 30 | 5  | 2 | 4 | 0 | 79  | 32 | 0.41 |
| H. N. K. Hajduk Split · Croacia | 1.ª           | 2021-22       | 27  | 7  | 4  | 0 | 2 | 0 | 33  | 7  | 0.21 |
| H. N. K. Hajduk Split · Croacia | 1.ª           | 2022-23       | 24  | 6  | 3  | 3 | 2 | 0 | 29  | 9  | 0.31 |
| H. N. K. Hajduk Split · Croacia | Total club    | Total club    | 51  | 13 | 7  | 3 | 4 | 0 | 62  | 16 | 0.26 |
| Total carrera | Total carrera | Total carrera | 132 | 43 | 15 | 5 | 8 | 0 | 155 | 48 | 0.32 |
| (1) Incluye datos de Copa Italia, Copa de Croacia y Copa de la Liga de Inglaterra. (2) Incluye datos de Liga de Campeones de la UEFA y Liga Europa de la UEFA. (3) No incluye goles en partidos amistosos. |               |               |     |    |    |   |   |   |     |    |      |

### Selecciones
Actualizado al último partido jugado el 19 de junio de 2023.
| Selección          | Año   | Eliminatorias | Eliminatorias | Eliminatorias | Continental(1) | Continental(1) | Continental(1) | Mundial(2) | Mundial(2) | Mundial(2) | Amistosos | Amistosos | Amistosos | Total | Total | Total  | Media goleadora |
| Selección          | Año   | Part.         | Goles         | Asist.        | Part.          | Goles          | Asist.         | Part.      | Goles      | Asist.     | Part.     | Goles     | Asist.    | Part. | Goles | Asist. | Media goleadora |
| ------------------ | ----- | ------------- | ------------- | ------------- | -------------- | -------------- | -------------- | ---------- | ---------- | ---------- | --------- | --------- | --------- | ----- | ----- | ------ | --------------- |
| Sub-15 Eslovenia   | 2013  | —             | —             | —             | —              | —              | —              | —          | —          | —          | 1         | 1         | 0         | 1     | 1     | 0      | 1               |
| Sub-15 Eslovenia   | Total | 0             | 0             | 0             | 0              | 0              | 0              | 0          | 0          | 0          | 1         | 1         | 0         | 1     | 1     | 0      | 1               |
| Sub-16 Eslovenia   | 2014  | —             | —             | —             | —              | —              | —              | —          | —          | —          | 2         | 2         | 0         | 2     | 2     | 0      | 1               |
| Sub-16 Eslovenia   | Total | 0             | 0             | 0             | 0              | 0              | 0              | 0          | 0          | 0          | 2         | 2         | 0         | 2     | 2     | 0      | 1               |
| Sub-17 Eslovenia   | 2014  | —             | —             | —             | 3              | 4              | 1              | —          | —          | —          | —         | —         | —         | 3     | 4     | 1      | 1.33            |
| Sub-17 Eslovenia   | 2015  | —             | —             | —             | 6              | 4              | 0              | —          | —          | —          | —         | —         | —         | 6     | 4     | 0      | 0.67            |
| Sub-17 Eslovenia   | Total | 0             | 0             | 0             | 9              | 8              | 1              | 0          | 0          | 0          | 0         | 0         | 0         | 9     | 8     | 1      | 0.89            |
| Sub-18 Eslovenia   | 2015  | —             | —             | —             | —              | —              | —              | —          | —          | —          | 2         | 0         | 0         | 2     | 0     | 0      | 0               |
| Sub-18 Eslovenia   | Total | 0             | 0             | 0             | 0              | 0              | 0              | 0          | 0          | 0          | 2         | 0         | 0         | 2     | 0     | 0      | 0               |
| Sub-19 Eslovenia   | 2015  | —             | —             | —             | 1              | 0              | 0              | —          | —          | —          | —         | —         | —         | 1     | 0     | 0      | 0               |
| Sub-19 Eslovenia   | 2016  | —             | —             | —             | 3              | 2              | 0              | —          | —          | —          | 2         | 0         | 0         | 5     | 2     | 0      | 0.4             |
| Sub-19 Eslovenia   | Total | 0             | 0             | 0             | 4              | 2              | 0              | 0          | 0          | 0          | 2         | 0         | 0         | 6     | 2     | 0      | 0.33            |
| Sub-21 Eslovenia   | 2016  | —             | —             | —             | —              | —              | —              | —          | —          | —          | 2         | 0         | 0         | 2     | 0     | 0      | 0               |
| Sub-21 Eslovenia   | 2017  | —             | —             | —             | 5              | 2              | 2              | —          | —          | —          | 1         | 0         | 0         | 6     | 2     | 2      | 0.33            |
| Sub-21 Eslovenia   | 2018  | —             | —             | —             | 3              | 0              | 0              | —          | —          | —          | 3         | 3         | 0         | 6     | 3     | 0      | 0.5             |
| Sub-21 Eslovenia   | 2019  | —             | —             | —             | —              | —              | —              | —          | —          | —          | 5         | 3         | 0         | 5     | 3     | 0      | 0.6             |
| Sub-21 Eslovenia   | Total | 0             | 0             | 0             | 8              | 2              | 2              | 0          | 0          | 0          | 11        | 6         | 0         | 19    | 8     | 2      | 0.5             |
| Absoluta Eslovenia | 2021  | 3             | 0             | 0             | —              | —              | —              | —          | —          | —          | 2         | 1         | 1         | 5     | 1     | 1      | 0.2             |
| Absoluta Eslovenia | 2022  | —             | —             | —             | 1              | 0              | 0              | —          | —          | —          | —         | —         | —         | 1     | 0     | 0      | 0.0             |
| Absoluta Eslovenia | 2023  | —             | —             | —             | 2              | 0              | 0              | —          | —          | —          | —         | —         | —         | 2     | 0     | 0      | 0.0             |
| Absoluta Eslovenia | Total | 3             | 0             | 0             | 3              | 0              | 0              | 0          | 0          | 0          | 2         | 1         | 1         | 8     | 1     | 1      | 0.13            |
| Total              | Total | 3             | 0             | 0             | 24             | 14             | 3              | 0          | 0          | 0          | 20        | 10        | 1         | 47    | 24    | 4      | 0.53            |

## Palmarés

### Campeonatos nacionales
| Título                    | Club                  | País      | Año     |
| ------------------------- | --------------------- | --------- | ------- |
| Primera Liga de Eslovenia | N. K. Maribor         | Eslovenia | 2018-19 |
| Copa de Croacia           | H. N. K. Hajduk Split | Croacia   | 2021-22 |
| Copa de Croacia           | H. N. K. Hajduk Split | Croacia   | 2022-23 |